# Geometrisk konstruktion
Geometrisk konstruktion konstruktionen av punkter, längder och vinklar med hjälp av endast passare och rätskiva (linjal utan markeringar). De verktyg som används är matematiska idealiseringar av de verkliga verktygen. Idealiseringen innebär att linjalen bara kan användas för att dra en godtyckligt lång rak linje genom två redan konstruerade punkter. Passaren kan rita cirklar med mittpunkt i en redan konstruerad punkt och som tangerar en annan konstruerad punkt.

## Grundläggande konstruktioner

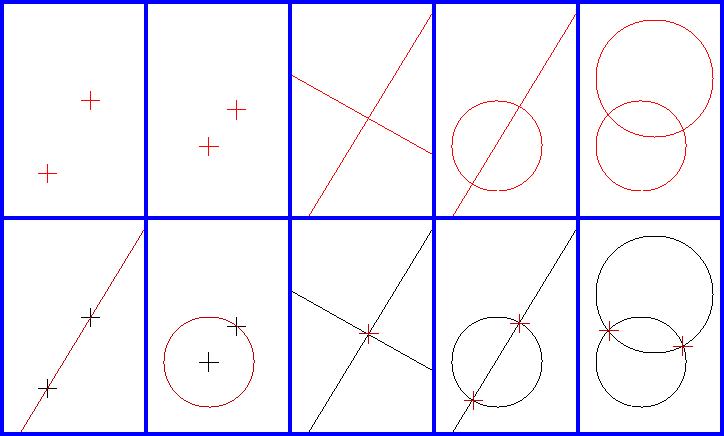
De fem grundläggande konstruktionerna. I övre bilden visas utgångsläget, i nedre bilden det konstruerade.

Alla geometriska konstruktioner grundar sig på upprepningar av fem grundläggande konstruktioner. Dessa är:
- Konstruktion av en linje genom två existerande punkter.
- Konstruktion av en cirkel med mittpunkt i en existerande punkt som tangerar en annan given punkt.
- Konstruktion av en punkt som är skärningspunkten mellan två existerande icke-parallella linjer.
- Konstruktion av den punkt eller de två punkter där en cirkel och en linje skär varandra (givet att linjen skär cirkeln).
- Konstruktion av den punkt eller de två punkter där två cirklar skär varandra (givet att de skär varandra).

Utifrån dessa kan man konstruera exempelvis räta vinklar och konstruerbara polygoner, till exempel pentagoner.

## De tre klassiska problemen
De tre klassiska konstruktionsproblemen, som länge sysselsatte matematiker, är:
- cirkelns kvadratur
- kubens fördubbling
- vinkelns tredelning

Vid lösningen fick endast de "euklidiska verktygen" passare och rätskiva (linjal utan markeringar) användas och bara ett ändligt antal konstruktioner användas. Först på 1800-talet kunde man bevisa att alla tre problemen är olösbara med nämnda hjälpmedel.
Viktiga förarbeten gjordes av Carl Friedrich Gauss och Évariste Galois. Pierre Laurent Wantzel kunde 1837 bevisa att kubens fördubbling och vinkelns tredelning var omöjliga. År 1882 visade Ferdinand von Lindemann att cirkelns kvadratur var omöjlig genom att bevisa att talet pi, {\displaystyle \pi }, är ett transcendent tal.